# Mileewa
Mileewa — рід цикадок із ряду клопів.

## Опис
Цикадки довжиною близько 5—6 мм. Стрункі темні, з плавним переходом тімені в обличчя. 3 види.

## Систематика
У складі роду:
- Mileewa dorsimakulata Mel. — Приморський край, Корея, Ява (острів), Індія.
- Mileewa jianzhuensis Meng et Yang — Китай
- Mileewa ussurica Anufr. — Приморський край